# Kappabashi-Straße

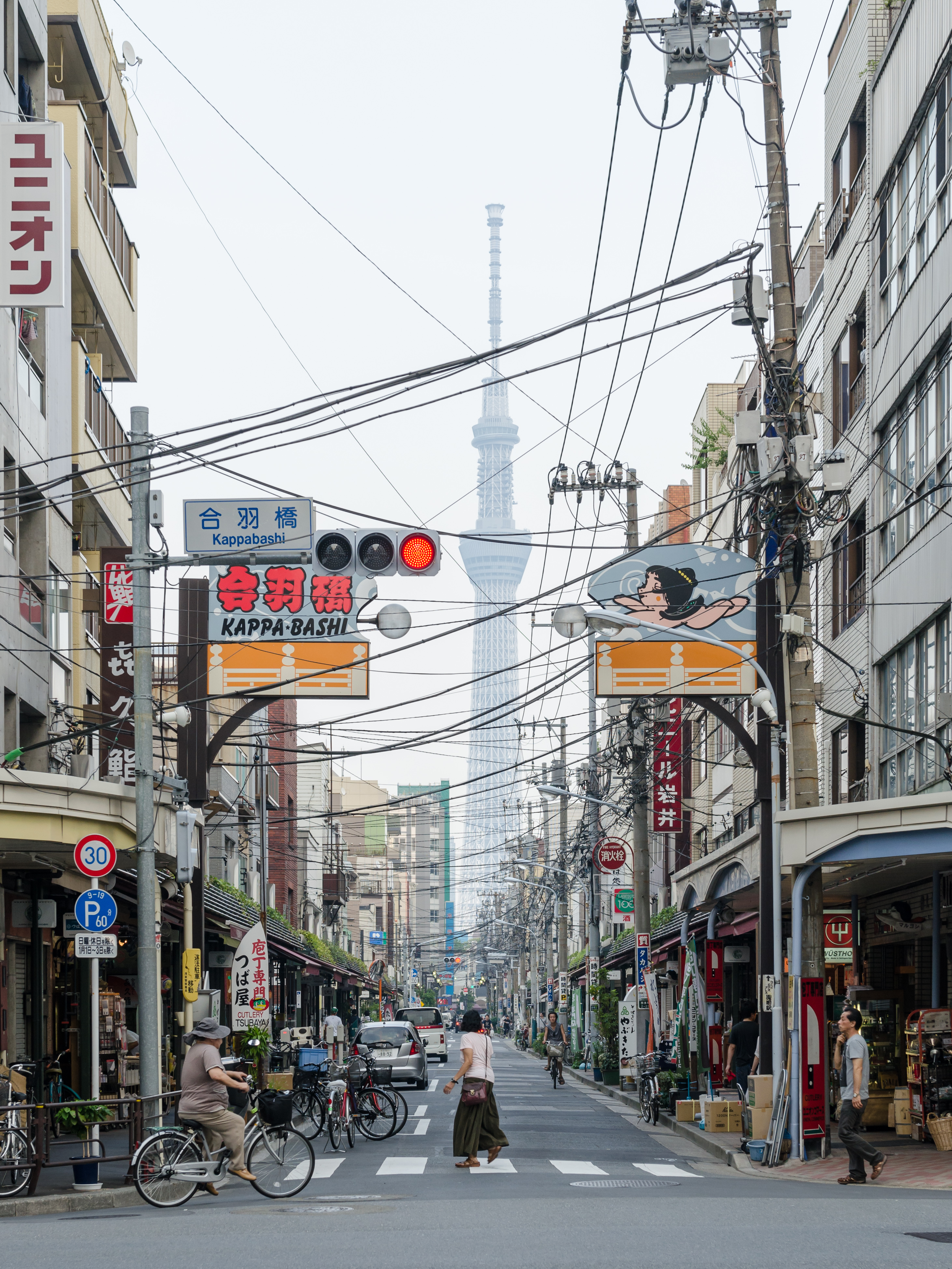
Blick in die Kappabashi-Straße. Im Hintergrund der Tōkyō Skytree.

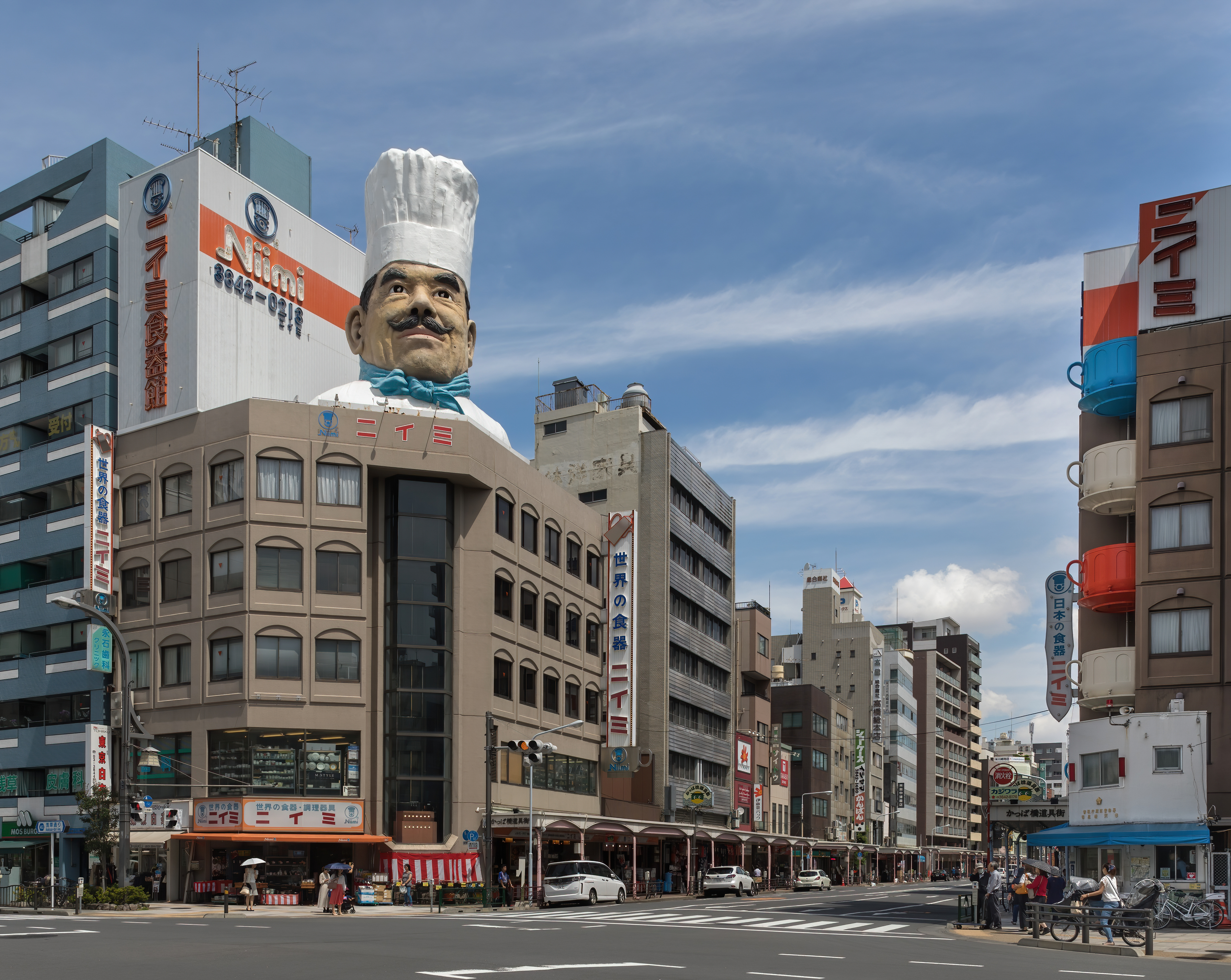
Am Südeingang zur Kappabashi-Straße

Die Kappabashi-Straße (auf Japanisch Kappabashi (かっぱ橋 oder 合羽橋) deutsch „Kappabashi-Geräteladenstraße“ (かっぱ橋道具街, Kappabashi dōgugai)) in Matsugaya und Nishi-Asakusa, Taitō, Tokio ist eine spezielle Einkaufsstraße für Restaurant- und Küchenbedarf mit über 200 Geschäften. Eine typisch asiatische Besonderheit ist dabei der Verkauf von Nachbildungen von Gerichten und Getränken in Plastik, mit denen vor allem kleine Restaurants im Schaufenster werben.
Die etwa 1 km lange Straße mit jeweils zwei Fahrstreifen pro Fahrtrichtung erstreckt sich von der Kreuzung Asakusa-dōri/Kikuya-bashi (35° 42′ 37,1″ N, 139° 47′ 17,7″ O) als Südende bis zur querlaufenden Kototoi-dōri als Nordende (35° 43′ 5,3″ N, 139° 47′ 21,6″ O).

## Name
Hashi, bzw. hier bashi, bedeutet Brücke. Kappa ((雨)合羽, (ama) kappa), wörtlich etwa Federumhang, leitet sich von der portugiesischen Regenkleidung capa ab. Anlass zu Verwechselung gibt das gleichlautende, aber 河童 geschriebene Wort, das den japanischen Flusskobold bezeichnet, der hier nicht Namensgeber der Straße ist, auch wenn sich sein Standbild dort befindet.

## Gliederung
Die Gliederung nach Geschäftsfeld folgt der angegebenen Literatur. In Klammern ist die Anzahl der Geschäfte aufgeführt.
- Japanisches und westliches Tafelbesteck (23)
- Chinesisches Tafelbesteck und Lackwaren (25)
- Material für Restaurants (38)
- Material zum Einwickeln, Gefäße, Tafelschmuck (25)
- Gerichte aus Plastik, weiße Kittel (15)
- Material für Kuchen- und Brotbacken (14)
- Geräte zur Tōfu-Herstellung, Kühlschränke, gekühlte Schautruhen (16)
- Japanische und westliche Möbel (16)
- Stahlnetze, Schilder, Noren, Bambus-Produkte (10)
- Restaurant-Innenarchitektur, Schaukästen, Schaufenster (24)
- Zutaten für Kuchen und Süßigkeiten, Kaffee und Tee, Süßigkeiten-Großhandel (4)
- Sonstige (12)